# Meadowlark Lemon
Pour les articles homonymes, voir Lemon.
George Lemon III dit Meadowlark Lemon (né le 25 avril 1932 à Wilmington (Caroline du Nord), et mort le 27 décembre 2015 à Scottsdale), est un joueur américain de basket-ball. Pendant 22 ans, il a été le "Clown Prince" de l'équipe des Harlem Globetrotters, pour lesquels il joua plus de 16.000 matches.
Dans une de ses dernières interviews, la légende du basket-ball Wilt Chamberlain déclara que Lemon était le joueur le plus impressionnant qu'il ait jamais vu.

## Carrière
Meadowlark Lemon postule chez les Globetrotters de Harlem en 1952, mais part faire son service militaire. Il intègre l'équipe en 1954, et commence à jouer en 1955. Il s'essaye alors dans le rôle du Clown Prince car Goose Tatum vient de quitter l'équipe. En 1958, il est l'amuseur permanent des Harlem, rôle qu'il tiendra 20 ans. En 1971, il devient entraîneur-joueur et l'ambiance dans l'équipe se détériore. Il est placé quatrième personnalité préférée aux États-Unis en 1978 derrière John Wayne, Alan Alda et Bob Hope. Il quitte le basket cette année-là pour se consacrer à sa carrière d'acteur, jouant principalement son propre rôle dans des séries. Hubert Aubie le remplace comme Prince Clown. En 1982, il devient évangéliste.
En 2000, il reçoit le John Bunn Award, puis est intronisé au Basketball Hall of Fame en 2003 pour sa contribution au basket-ball.
Son numéro de maillot, le 36, a été retiré au 75e anniversaire des Harlem, le 5 janvier 2001.

## Filmographie

### Cinéma
- 1979 : The Fish That Saved Pittsburgh : Rev. Grady Jackson
- 1981 : Modern Romance : Lui-même

### Télévision
- 1970-1971 : Harlem Globe Trotters (Série TV) : Voix
- 1979 : Arnold et Willy (Diff'rent Strokes) (Série TV) : Lui-même
- 1979-1980 : Hello Larry! (Série TV) : Lui-même
- 1981 : Crash Island (Téléfilm) : Meadowlark
- 1981 : Here's Boomer (Série TV) : Lui-même
- 1983 : Alice (Série TV) : Lui-même
- 1995 : Kids Against Crime (Téléfilm) : Lui-même